# Apospasta rhodina
Apospasta rhodina là một loài bướm đêm trong họ Noctuidae.